# ژوئیه ۲۰۰۸
ژوئیه ۲۰۰۸ یکی از ماه‌های ۲۰۰۸ (میلادی) است.

## ۱ ژوئیه ۲۰۰۸
- مرگ دست‌کم ۲۵ نفر بر اثر واژگونی اتوبوس در نزدیکی تهران

بر اثر واژگون‌شدن یک دستگاه اتوبوس مسافربری (که از یزد عازم تهران بود) در آزادراه تهران-قم دست‌کم ۲۵ نفر کشته شدند. ایسنا، بی‌بی‌سی فارسی
- حکم بازداشت برای مدیر مسئول روزنامه اعتماد ملی

حکم بازداشت محمدجواد حق‌شناس، مدیر مسئول روزنامه اعتماد ملی، از مهم‌ترین روزنامه‌های جناح اصلاح‌طلب در ایران صادر شد. بی‌بی‌سی فارسی

## ۲ ژوئیه ۲۰۰۸
- اینگرید بتانکورت پس از شش سال و نیم اسارت در کلمبیا نجات یافت

نیروهای امنیتی کلمبیا اعلام کردند که اینگرید بتانکورت و سه گروگان آمریکایی را که گروگان سازمان چریکی انقلابی فارک در کلمبیا بودند، در یک عملیات امنیتی آزاد کردند. اینگرید بتانکورت که یک سیاست‌مدار فرانسوی-کلمبیایی است، سرشناس‌ترین گروگان گروه چپ‌گرای فارک بود. بی‌بی‌سی فارسی، رویترز
- عملیات انتحاری به وسیله بولدوزر در بیت المقدس

یک عرب فلسطینی طی یک حمله انتحاری در مرکز شهر اورشلیم، با یک دستگاه بولدوزر، به دو اتوبوس در حال رفت و آمد و چند خودروی حامل شهروندان عادی اسرائیلی حمله و آنها را واژگون کرد. بر اثر این حمله انتحاری به شهروندان غیرنظامی، حداقل ۳ نفر کشته و بیش از ۶۶ نفر زخمی شدند. بی‌بی‌سی فارسی، رویترز، اورشلیم پست، واشنگتن پست
- استارباکس ۶۰۰ شعبه خود را تعطیل می‌کند

کمپانی استارباکس ۶۰۰ کافی شاپ خود را در سراسر آمریکا تعطیل می‌کند. بی‌بی‌سی فارسی

## ۳ ژوئیه ۲۰۰۸
- سینماگران ایرانی آب‌های خلیج فارس را گلباران کردند

سینماگران ایرانی به یادبود بیست‌سالگی سقوط پرواز شماره ۶۵۵ ایران ایر آب‌های خلیج فارس را گلباران کردند. در پی سقوط این هواپیمای مسافربری که بر اثر اصابت موشک ناوگان آمریکا صورت گرفت ۲۹۰ مسافر جان باختند.رادیو زمانه، به نقل از مهر
- حزب‌الله لبنان مبادله زندانیان با اسرائیل را تأئید کرد

رهبر گروه پیکارجوی حزب‌الله لبنان گفته است که این گروه دو سرباز اسرائیلی را در ازای آزادی پنج زندانی لبنانی تحویل خواهد داد. سید حسن نصرالله همچنین گفت که این گروه اطلاعاتی درباره ران آراد خلبان مفقود اسرائیلی فراهم خواهد کرد. اسارت همین دو سرباز بود که به جنگ اسرائیل و حزب‌الله لبنان منجر شد. بی‌بی‌سی فارسی
- پورمحمدی رئیس سازمان بازرسی کل کشور شد

مصطفی پورمحمدی، وزیر سابق کشور به سمت رئیس سازمان بازرسی کل کشور در  جمهوری اسلامی منصوب شد. بی‌بی‌سی فارسی
- انتقاد روسیه از تحریم های اتحادیه اروپا علیه ایران

دیمیتری مدودف رئیس جمهور روسیه از تصمیم اتحادیه اروپا مبنی بر اعمال تحریم های اضافی علیه ایران انتقاد کرد. بی‌بی‌سی فارسی

## ۴ ژوئیه ۲۰۰۸
- توافق ايران واتحادیه اروپا برای آغاز مذاکرات پیرامون برنامه اتمی

دفتر خاویر سولانا، نماینده عالی اتحادیه اروپا در سیاست‌های هماهنگ خارجی در اطلاعیه‌ای در بروکسل اعلام داشت که پاسخ ایران به بسته پیشنهادی مشوق‌های غرب به این کشور برای تعلیق غنی‌سازی اورانیوم را دریافت داشته است. بی‌بی‌سی فارسی، العربیه فارسی
- آغاز پروازهای مستقیم میان چین و تایوان

نخستین پرواز مستقیم مسافری میان جمهوری خلق چین و جمهوری چین (تایوان) پس از ۶۰ سال در فرودگاه بین‌المللی تایپه فرود آمد. از زمان جدایی جزیره تایوان از سرزمین اصلی چین در جریان جنگ داخلی ۱۹۴۹، مسافران مجبور بودند تا از طریق یک مقصد ثالث میان آن دو کشور سفر کنند. بی‌بی‌سی فارسی، رویترز

## ۵ ژوئیه ۲۰۰۸
- تظاهرات علیه اجلاس سران گروه ۸ در ژاپن

در جزیره هوکایدو در ژاپن هزاران نفر در اعتراض به اجلاس آتی ۸ کشور پیشرفته جهان موسوم به «گروه ۸»، تظاهراتی به راه انداخته‌اند. بی‌بی‌سی فارسی
- ممنوعیت تحصیل هسته‌ای ایرانیان در هلند

وزارت امور خارجه هلند اعلام کرد که مانع از تحصیل دانشجویان ایرانی در رشته‌های مرتبط با فن‌آوری هسته‌ای در دانشگاه‌های این کشور می‌شود. رادیو زمانه، بی‌بی‌سی فارسی
- «۲۵ کشته» در شورش‌های زندان دمشق

در درگیری میان زندانیان و پلیس سوریه، ده‌ها زندانی کشته شده‌اند. بی‌بی‌سی فارسی، العربیه فارسی

## ۶ ژوئیه ۲۰۰۸
- کشته شدن ۱۰ پلیس پاکستانی در انفجار اسلام‌آباد

در حمله‌ای انتحاری در شهر اسلام‌آباد پایتخت پاکستان، حداقل ۱۰ مامور پلیس جان خود را از دست دادند. این حمله مصادف بود با اولین سال‌گرد حمله خون‌بار پلیس و نیروهای امنیتی پاکستان به مسجد سرخ که منجر به کشته‌شدن بیش از ۱۰۰ پیکارجوی پاکستانی شد. بی‌بی‌سی فارسی، رویترز
- نرخ تورم در ایران از مرز ۲۰ درصد گذشت

بانک مرکزی ایران، نرخ تورم در خرداد ماه سال جاری را ۲۰ و هفت دهم درصد و میزان افزایش شاخص بهای کالاها و خدمات نسبت به خرداد ماه سال گذشته را ۲۶ و چهار دهم درصد اعلام کرد. به اين ترتیب نرخ تورم در سه ماهه دوم سال ۸۷ هم همچنان رو به افزایش است. تورم در فروردین ماه به ۱۹و یک دهم درصد و اردیبهشت ماه ۱۹ و هشت دهم درصد رسیده بود. رادیو فردا

## ۷ ژوئیه ۲۰۰۸
- قره‌کلیسا به ثبت جهانی رسید

بنای تاریخی قره‌کلیسا که از بناهای مذهبی متعلق به ارامنه ایران است، به عنوان نهمین میراث تاریخی - فرهنگی این کشور در سازمان یونسکو به ثبت جهانی رسید. رادیو زمانه
- ده‌ها کشته در حمله انتحاری به سفارت هند در کابل

مقامات دولتی افغانستان می‌گویند یک انفجار انتحاری در کابل، پایتخت، چهل کشته و بیش از صد زخمی برجا گذاشته است. یک دیپلمات ارشد هندی و چهار کارمند دیگر سفارت هند، در میان کشته‌شدگان هستند. بی‌بی‌سی فارسی
- بخشودگی ۷ میلیارد دلار بدهی عراق توسط امارات

امارات متحده عربی اعلام کرده است که از تمام طلب‌هایی که از عراق دارد صرف‌نظر می‌کند. این طلب‌ها نزدیک به هفت میلیارد دلار است که شامل بهره و پرداخت‌های معوقه نیز می‌شود. بی‌بی‌سی فارسی

## ۸ ژوئیه ۲۰۰۸
- گروه ۸ خواهان تعلیق غنی‌سازی از سوی ایران شد

رهبران گروه ۸ کشور صنعتی جهان شامل آمریکا، روسیه، ژاپن، ایتالیا، آلمان، کانادا، فرانسه و بریتانیا، از ایران خواستند تا به قطعنامه‌های شورای امنیت سازمان ملل عمل کند و به ویژه، فعالیت‌های مربوط به غنی‌سازی را «فورا» به حالت تعلیق در آورد و کاملا با آژانس بین‌المللی انرژی اتمی همکاری کند. بی‌بی‌سی فارسی
- اسرائیل توافقنامه مبادله اسرا را امضا کرد

اسرائیل به طور رسمی توافق‌نامه مبادله اسراء جنگی با گروه شبه‌نظامی حزب‌الله لبنان را امضاء کرده است. بر اساس این توافق‌نامه، حزب‌الله دو سرباز ربوده شده اسرائیلی را با بقایای شبه‌نظامیان کشته‌شده در جنگ اسرائیل و لبنان که در سال ۲۰۰۶ به وقوع پیوست، مبادله می‌کند. بی‌بی‌سی فارسی

## ۹ ژوئیه ۲۰۰۸
- آزمایش موشک جدید با برد «دوهزار کیلومتر» در ایران

ایران موشک دوربرد جدیدی را به نام شهاب ۳ آزمایش کرد. برد این موشک، دوهزار کیلومتر اعلام شده که می‌تواند اهدافی فراتر از کشور اسرائیل را هدف قرار دهد. بی‌بی‌سی فارسی، رویترز
- ثبت جهانی اماکن مذهبی بهائیان

میراث جهانی یونسکو، اماکن مذهبی پیروان بهائیت را که در شهرهای حیفا و جلیله غربی که در اسرائیل قرار دارند را در فهرست میراث جهانی خود ثبت کرد. رادیو زمانه
- حمله مسلحانه به کنسول‌گری آمریکا در استانبول

سه مامور پلیس ترکیه و سه مرد مسلح، در یک حمله به محلی در نزدیکی کنسول‌گری آمریکا در شهر استانبول کشته‌شدند. تصاویر تلویزیونی از محل حادثه، شش جسد را نشان می‌دهد که در برابر دیوار بلند کنسول‌گری آمریکا بر زمین افتاده‌اند. بی‌بی‌سی فارسی، رویترز
- آمريکا و جمهوری چک توافق‌نامه دفاع ضدموشکی را امضاء کردند

کاندولیزا رایس و کارل شوارزنبرگ، وزيران امور خارجه آمريکا و جمهوری چک، در پراگ، توافق‌نامه استقرار رادارهای ردیابی موشک در قالب طرح سپر دفاع موشکی آمریکا در جمهوری چک را امضاء کردند. بی‌بی‌سی فارسی، رادیو فردا

## ۱۰ ژوئیه ۲۰۰۸
- سلمان رشدی برنده بهترین‌های بوکر شد

رمان بچه‌های نیمه‌شب سلمان رشدی، در میان کتاب‌هایی که تا کنون برنده این جایزه شده‌اند، مقام اول را کسب کرده‌است. کتاب سلمان رشدی به انتخاب خوانندگان، برنده برندگان شد. بی‌بی‌سی فارسی
- اسرائیل هواپیمای دوربرد جاسوسی به نمایش گذاشت

همزمان با انتشار خبر آزمایش‌های موشکی ایران، اسرائیل نیز یک نوع هواپیمای جاسوسی به نمایش گذاشته‌است. صنایع هوا و فضای اسرائیل که سازنده این هواپیما بوده، اعلام کرد که هواپیمای جاسوسی ایتام، دارای تجهیزات بسیار پیشرفت است و توانایی اجرای پروازهای تجسسی از جمله بر فراز ایران را بدون اینکه شناسایی شود، دارد. بی‌بی‌سی فارسی
- «خروج توتال فرانسه از معامله گاز با ایران»

رئیس شرکت عظیم فرانسوی انرژی توتال، به فایننشال تایمز گفته‌است که از آنجا که سرمایه‌گذاری در ایران با خطرات سیاسی بالایی همراه است، این شرکت از سرمایه‌گذاری در ایران صرفنظر خواهد کرد. تصمیم توتال، ضربه‌ای بزرگ به صنعت نفت و گاز ایران بخصوص در پروژه پارس جنوبی خواهد بود. بی‌بی‌سی فارسی، فایننشیال تایمز
- دادگاه عالی لندن دادخواست بانک ملی را رد کرد

دادگاه عالی لندن دادخواست بانک ملی لندن برای مستثنی‌شدن از تحریم‌های اتحادیه اروپا علیه ایران و جلوگیری از مسدودشدن دارایی‌هایش را رد کرد. بی‌بی‌سی فارسی

## ۱۱ ژوئیه ۲۰۰۸
- اعضای دولت جدید لبنان معرفی شدند

هفت هفته پس از بحران بر سر تشکیل دولت در لبنان رهبران این کشور بر سر تشکیل اعضای کابینه توافق کردند. العربیه فارسی
- ارتشبد پتریوس فرمانده کل نیروهای آمریکایی در خاورمیانه شد

مجلس سنای آمریکا با اکثریت ۹۶ رای موافق در برابر ۲ رای مخالف پیشنهاد وزارت دفاع این کشور برای انتصاب ارتشبد دیوید پتریوس به فرماندهی کل نیروهای آمریکا در منطقه خاورمیانه، شرق آفریقا و آسیای مرکزی را تصویب کرده‌است. ژنرال پتریوس در سمت جدید فرماندهی ستاد فرماندهی مرکزی ایالات متحده آمریکا (CENTCOM) را برعهده خواهد گرفت. بی‌بی‌سی فارسی، نیویورک تایمز
- فروش جهانی آی‌فون جدید آغاز شد

فروش نسخه ارتقاء یافته تلفن همراه آی‌فون (iPhone) توسط شرکت اپل در ۲۲ کشور جهان آغاز شده‌است. نسخه جدید این گوشی ارزانتر از نسخه اولیه آن است و علاوه بر برقراری اتصال سریعتر به اینترنت، امکان استفاده از سامانه موقعیت‌یاب جهانی (GPS) را نیز می‌دهد. بی‌بی‌سی فارسی، رویترز
- اسرائیل «آماده اقدام نظامی علیه ایران است»

اهود باراک، وزیر دفاع اسرائیل در واکنش به رزمایش موشکی ایران در خلیج فارس گفت: «اسرائیل در گذشته نشان داده‌است که اگر پای منافع امنیتی این کشور در میان باشد ابایی از اقدام علیه تهدید موجود نخواهد داشت». بی‌بی‌سی فارسی، رادیو زمانه

## ۱۲ ژوئیه ۲۰۰۸
- بانک عظیم مسکن آمریکا ورشکست شد

با اعلام رسمی ورشکستگی بانک ایندی‌مک (Indymac Bank)، یکی از بزرگ‌ترین ارائه‌دهندگان وام مسکن در آمریکا، نگرانی از شدت گرفتن بیشتر بحران مالی در این کشور افزایش یافت. در تاریخ آمریکا، ایندی‌مک دومین موسسه مالی بزرگی است که ورشکست می‌شود. بی‌بی‌سی فارسی، رویترز
- چین و روسیه قطعنامه تحریم زیمبابوه را وتو کردند

پیش‌نویس قطعنامه‌ای برای اعمال تحریم‌ها بر رابرت موگابه رئیس‌جمهور زیمبابوه و شماری از اعضای کلیدی حکومت او در شورای امنیت سازمان ملل توسط روسیه و چین، وتو شد. بی‌بی‌سی فارسی، رویترز
- سقوط ارزش سهام دو بانک عمده در آمریکا

در ایالات متحده آمریکا ارزش سهام دو بانک عمده که وام مسکن در اختیار متقاضیان خرید خانه قرار می‌دهند، حدود ۵۰ درصد کاهش یافت. دو شرکت فردی مک (Freddie Mac) و فنی می (Fannie mae) از بزرگ‌ترین نهادهای وام مسکن در آمریکا هستند. بی‌بی‌سی فارسی، رویترز

## ۱۳ ژوئیه ۲۰۰۸
- حمله انتحاری مرگبار در جنوب افغانستان

در اثر یک انفجار قوی در جنوب شرق افغانستان، بیش از بیست نفر کشته و ده‌ها تن دیگر زخمی شده‌اند. مقامات امنیتی افغان، این انفجار را ناشی از یک حمله انتحاری در ولسوالی دهراوود ولایت ارزگان اعلام کرده‌اند. بی‌بی‌سی فارسی، العربیه فارسی

## ۱۴ ژوئیه ۲۰۰۸
- اعلام جرم علیه ۸۶ نفر در ترکیه به اتهام توطئه کودتا

دادستان ارشد ترکیه علیه ۸۶ نفر که متهم به توطئه برای سرنگون کردن دولت هستند اعلام جرم کرده است. ۴۸ نفر از این عده هم‌اکنون در بازداشت هستند. بی‌بی‌سی فارسی
- آغاز اعتصاب کارکنان صنعت نفت برزیل

کارکنان شرکت نفت برزیل (پتروبراس)، با آغاز اعتصاب پنج روزه خود نگرانی بازارهای جهانی از روند صعودی بهای نفت خام را افزایش دادند. اعتصاب کارگران پتروبراس ۴۲ میدان نفتی فلات قاره برزیل را شامل می شود. بی‌بی‌سی فارسی
- کشته‌شدن نه سرباز آمریکایی در شرق افغانستان

در درگیری‌های میان نیروهای ائتلاف و ستیزه‌جویان وابسته به طالبان در ولایت نورستان در شرق افغانستان، نُه سرباز آمریکایی کشته شدند. بی‌بی‌سی فارسی
- استقبال ایران از گشايش دفتر حافظ منافع آمريکا در ایران

محمود احمدی‌نژاد، رئیس‌جمهور ایران به خبرنگاران گفت: «ايران از پيشنهاد بازگشايی دفتر حافظ منافع آمريکا در تهران استقبال می کند». وی افزود که «ايران از هر حرکتی برای گسترش روابط بين ملت‌ها استقبال می‌کند». رادیو فردا

## ۱۵ ژوئیه ۲۰۰۸
- انتشار نوار ویدئویی از بازجویی در گوانتانامو

برای اولین بار نوار ویدئویی از بازجویی یکی از افراد متهم به اعمال تروریستی در بازداشتگاه گوانتانامو منتشر شد. در این نوار عمر خضر، که در زمان ضبط ویدئو یک نوجوان شانزده ساله بوده، توسط مقامات کانادایی در ارتباط با حوادثی که منجر به دستگیری او توسط نیروهای آمریکایی در سال ۲۰۰۳ در افغانستان شده بود، بازجویی می‌شود. بی‌بی‌بسی فارسی، رویترز
- دادگاه بین‌المللی جنایی عمر‌ حسن البشیر را رسما «متهم به نسل‌کشی» کرد

دادستان عالی دادگاه بین‌المللی جنایی در اقدامی بی‌سابقه عمر حسن ‌البشیر رئیس‌جمهور کنونی سودان را به اتهام نسل‌کشی، جنایات جنگی و جنایت علیه بشریت در دارفور متهم کرده و خواستار بازداشت وی شده است. بی‌بی‌سی فارسی، رادیو زمانه
- ده‌ها کشته در بمب‌گذاری عراق

یکی از مراکز استخدام سرباز برای ارتش عراق هدف حملات انتحاری قرار گرفته و شماری کشته و زخمی برجای گذاشته است. در این عملیات تروریستی دست‌کم سی و پنج نفر کشته و بیش از پنجاه نفر دیگر زخمی شده‌اند. بی‌بی‌سی فارسی

## ۱۶ ژوئیه ۲۰۰۸
- مبادله اسرای حزب‌الله لبنان و اسرائیل آغاز شد

اسرائیل و گروه شبه‌نظامی حزب‌الله لبنان، اجساد قربانیان درگیری بین دو طرف را دو سال پس از جنگ اسرائیل و لبنان (۲۰۰۶) مبادله کردند. حزب‌الله لبنان ۸ جسد من جمله جسد زن فلسطینی دلال المغربی را دریافت داشت. اسرائیل نیز هویت اجساد دو سرباز مبادله شده خود با نام‌های الداد رگو و اهود گلدواسر را تایید کرد. بی‌بی‌سی فارسی، العربیه فارسی
- پلیس مالزی رهبر مخالفان را بار دیگر بازداشت کرد

انور ابراهیم، معاون سابق نخست وزیر مالزی و از رهبران مخالف دولت این کشوربار دیگر بازداشت شده‌است.بی‌بی‌سی فارسی
- انتشار متن پاسخ محرمانه ایران به ۵+۱

جمهوری اسلامی ایران در نامه‌ای که محتوای آن فاش شد، به پنج عضو دائم شورای امنیت سازمان ملل متحد و آلمان اعلام کرد که دیگر وارد «مذاکرات متکبرانه» که هدف از آن برچیدن برنامه هسته‌ای این کشور است، نمی‌شود. بی‌بی‌بسی فارسی، اصل نامه به زبان انگلیسی (PDF)

## ۱۷ ژوئیه ۲۰۰۸
- سازمان مجاهدین خلق در لیست سازمان‌های تروریستی اتحادیه اروپا باقی ماند

اتحادیه اروپا در بازنگری فهرست سازمان‌های که آنها را «تروریست» می‌داند، تصمیم گرفت که سازمان مجاهدین خلق ایران را هم‌چنان در این فهرست نگاه دارد و آن را «گروهی تروریستی» قلم‌داد کند. گفتنی است که اتحادی اروپا در حال حاضر ۴۸ گروه را «تروریستی» می‌داند و فعالیت آنان را در کشورهای عضو این اتحادیه ممنوع کرده است. بی‌بی‌سی فارسی

## ۱۸ ژوئیه ۲۰۰۸
- سهام‌داران خشمگین به بورس کراچی حمله کردند

حدود هزار تن از سهام‌داران پاکستانی با حمله به ساختمان بورس اوراق بهادار کراچی خواستار توقف معاملات در این بازار بورس شدند. بی‌بی‌سی فارسی
- خسرو شکیبایی درگذشت

خسرو شکیبایی بازیگر ایرانی که مدتی از دیابت مزمن رنج می‌برد امروز جمعه، ۲۸ تیر ۱۳۸۷ در سن ۶۴ سالگی بر اثر سکته قلبی در منزل خود در تهران درگذشت. بی‌بی‌سی فارسی، مهر
- حضور تیم ملی بسکتبال ایران در آمریکا

تیم ملی بسکتبال جمهوری اسلامی ایران جهت چند دیدار تدارکاتی با تیمهای ان بی ای جهت آمادگی بازیهای المپیک چین در یوتا به سر می برد. این نخستین بار در تاریخ است که تیم بسکتبال ایران در یک جام ورزشی در آمریکا شرکت میکند. شبکه تلویزیونی سالت لیک سیتی خبرگزاری شینهوا، روزنامه سالت لیک تریبون، بی‌بی‌سی فارسی

## ۱۹ ژوئیه ۲۰۰۸
- انتقاد اتحادیه اروپا از طرح اعدام برای گردانندگان وبگاه‌ها و وبلاگ‌های «مروج فحشا و الحاد»

اتحادیه اروپا لایحه جدید مجلس شورای اسلامی دایر بر تعیین مجازات اعدام برای «برهم زنندگان امنیت روانی جامعه» که از جمله شامل حال دایرکنندگان وبگاه‌ها و وبلاگ‌های «مروج الحاد و فحشا» می‌شود را وسیله‌ای برای محدودیت شدید آزادی بیان و سرکوب آزادی‌های اجتماعی خوانده است. بی‌بی‌سی فارسی
- بزرگترین ائتلاف سیاسی سنی عراق پس از یک سال به دولت پیوست

جبهه توافق ملی عراق که بزرگ‌ترین گروه سیاسی سنی در عراق محسوب می‌شود، پس از حدود یک سال، به تحریم دولت تحت رهبری شیعیان در این کشور پایان داد. بازگشت جبهه توافق ملی عراق به گروه حامیان دولت این کشور به عنوان گام مهمی در جهت آشتی میان جناح‌های سیاسی در عراق به حساب می‌آید. العربیه فارسی

## ۲۰ ژوئیه ۲۰۰۸
- وقوع چند انفجار در سواحل اسپانیا

چهار بمب در شمال اسپانیا، در تفریحگاه‌های ساحلی منطقه کانتابریای این کشور منفجر شده اما تلفاتی گزارش نشده‌است. بی‌بی‌سی فارسی

## ۲۱ ژوئیه ۲۰۰۸
- رادوان کاراجیچ بازداشت شد

رادوان کاراجیچ، رهبر صرب‌های بوسنی در زمان جنگ داخلی این کشور در دهه نود، بازداشت شد. بی‌بی‌سی فارسی، رویترز
- اولین رئیس جمهور نپال معرفی شد

تلویزیون دولتی نپال امروز ، اعلام کرد که رام باران یاداو از حزب کنگره نپال در انتخابات ریاست جمهوری این کشور پیروز شده‌است. بی‌بی‌سی فارسی
- اوباما به عراق سفر کرد

باراک اوباما نامزد حزب دموکرات آمریکا برای مقام ریاست جمهوری كه در يك سفر دوره‌ای به سر می‌برد، در راس یک هیئت پارلمانی وارد بغداد شد. وی قرار است پس از عراق از اردن، اسرائيل، فرانسه، آلمان و بريتانيا ديدار به عمل آورد. العربیه فارسی

## ۲۲ ژوئیه ۲۰۰۸
- دومین حمله بوسیله بولدوزر در اورشلیم

در دومین حمله بولدوزری در اورشلیم طی ماه جاری میلادی، یک بولدوزر در منطقه یهودی‌نشین این شهر به چند خودرو کوبید. گزارش‌ها حاکی از زخمی شدن ده نفر است. راننده مهاجم که یک فلسطینی بوده است، بر اثر تیراندازی پلیس کشته شد. بی‌بی‌سی فارسی
- دولت هند رای اعتماد گرفت

دولت مانموهان سینگ، نخست وزیر هند به دنبال هفته‌ها رایزنی سیاسی شدید توانست بار دیگر از پارلمان این کشور رای اعتماد دریافت کند. نخست وزیر هند در پی مخالفت احزاب چپ‌گرا با قرارداد هسته‌ای این کشور با ایالات متحده آمریکا مجبور شد از پارلمان هند درخواست رای‌اعتماد کند. بی‌بی‌سی فارسی

## ۲۳ ژوئیه ۲۰۰۸
- حسین رضازاده از شرکت در المپیک پکن کناره‌گیری کرد

حسین رضازاده، قهرمان رشته وزنه‌برداری سنگین‌وزن جهان و رکورددار این رشته ورزشی، از صحنه مسابقات وزنه‌برداری کناره‌گیری کرد. دلیل این تصمیم توصیه پزشکان و متخصصان «بر لزوم اجتناب از فعالیت سنگین و اضطراب‌آور» اعلام شده است. بی‌بی‌سی فارسی
- کیارستمی اپرای موتسارت را روی صحنه برد

عباس کیارستمی سینماگر برجسته ایرانی، اپرای «کوزی فان توته» یکی از آثار مهم ولفگانگ آمادئوس موتسارت آهنگساز معروف اتریشی را در چارچوب فستیوال شعر و موسیقی در شهر اکس‌آن‌پرووانس (در جنوب فرانسه) به روی صحنه برد. بی‌بی‌سی فارسی

## ۲۴ ژوئیه ۲۰۰۸
- قطع صادرات نفت لیبی به سوئیس در اعتراض به دستگیری پسر معمر قذافی

لیبی به طور رسمی صادرات نفت این کشور به سوئیس را متوقف کرد. دلیل این عمل دولت لیبی، اعتراض به دستگیری هانیبال قذافی و خانمش اعلام شده است. پسر و همسر معمر قذافی به دلیل حمله به مستخمدین‌شان و کتک‌زدن آنها در هتل محل اقامتشان در سوئیس دستگیر شده‌اند. بی‌بی‌سی
- اتحادیه اروپا خواستار لغو حکم سنگسار ۹ نفر در ایران شد

اتحادیه اروپا با صدور بیانیه‌ای از نظام جمهوری اسلامی ایران خواست تا احکام صادره سنگسار برای هشت زن و يک مرد ايرانی را لغو کند. رادیو فردا، رادیو زمانه
- لغو ممنوعيت پرواز هواپیمایی «ماهان» به اروپا

اتحادیه اروپا، تقريبا يکسال پس از آنکه شرکت هوایی ماهان را به خاطر «عدم رعايت استاندارهای ايمنی» در فهرست سياه قرار داده بود، نام اين شرکت را از اين ليست خارج کرد. بی‌بی‌سی فارسی، رادیو فردا، اینترنشنال هرالد تریبیون
- توقیف روزنامه همشری عصر

روزنامه «همشهری عصر» بعلت درج خبری حاکی از اختلاف میان مقامات اقتصادی دولت توقیف شد. انتخاب

## ۲۵ ژوئیه ۲۰۰۸
- استقبال گسترده از اوباما در برلین

باراک اوباما، کاندیدای حزب دموکرات در انتخابات ریاست جمهوری آمریکا در ۲۰۰۸ در حضور ۲۰۰٬۰۰۰ نفر در کنار «ستون پیروزی»، در باب آینده روابط آمریکا و اروپا سخنرانی ایراد کرد. بی‌بی‌سی فارسی، دویچه وله فارسی

## ۲۶ ژوئیه ۲۰۰۸
- ده‌ها کشته در انفجارهای احمد آباد هند

وقوع دست‌کم ۹ انفجار پیاپی در چند منطقه شلوغ شهر احمدآباد در مرکز ایالت گجرات در غرب هند، دست کم ۳۰ نفر کشته و حدود ۱۰۰ نفر زخمی شده‌اند. بی‌بی‌سی فارسی، العربیه فارسی
- بازداشت صدها عضو جنبش فتح در غزه

یکصد و شصت عضو جنبش فتح در نوار غزه توسط نیروهای حماس بازداشت شده‌اند. حماس مدعی است که افرادی که بازداشت شده‌اند، متهم به دخالت در انفجار جمعه شب هستند که پنج عضو حماس و یک دختر نوجوان را کشت. بی‌بی‌سی فارسی، العربیه فارسی
- درگیری‌های خونین در لبنان

در درگیری بین علوی‌ها‌ و مسلمانان سنی در شهر طرابلس در شمال لبنان، حداقل پنج نفر کشته و پانزده نفر زخمی شده‌اند. بی‌بی‌سی فارسی، العربیه فارسی

## ۲۷ ژوئیه ۲۰۰۸
- ۲۹ نفر در زندان اوین اعدام شدند

۲۹ زندانی به جرم قتل، آزار و اذیت جنسی و فروش عمده مواد مخدر در ساعات اولیه بامداد روز یکشنبه ۶ مرداد (۲۷ ژوئیه)، در زندان اوین تهران با استفاده از طناب دار اعدام شدند. بی‌بی‌سی فارسی

## ۲۸ ژوئیه ۲۰۰۸
- کشته وزخمی شدن ده‌ها نفر در پی حملات انتحاری در کاظمین و کرکوک

ده‌ها نفر در پی حملات انتحاری در حرم کاظمین واقع در بغداد و راهپیمایی کردها در شهر کرکوک کشته وزخمی شده‌اند.العربیه فارسی
- کشته شدن ۱۶ نفر در انفجارهای استانبول

دست کم ۱۶ نفر در دو انفجار در شهر استانبول ترکیه که از سوی مقام‌های این شهر تروریستی توصیف شده کشته شده‌اند، این حادثه دست کم ۱۵۴ زخمی به جا گذاشته‌ است. بی‌بی‌سی فارسی

## ۳۰ ژوئیه ۲۰۰۸
- رادوان کاراجیچ به لاهه منتقل شد

رادوان کاراجیچ، رهبر سابق صرب‌های بوسنی، برای حضور در دادگاه بین المللی رسیدگی به جرایم جنگی در یوگسلاوی سابق به لاهه، مقر دادگاه، منتقل شده‌است.بی‌بی‌سی فارسی

## ۳۱ ژوئیه ۲۰۰۸
- حمایت ۱۱۸ کشور جنبش عدم‌تعهد از حق ایران در استفاده از انرژی هسته‌ای

وزرای خارجهٔ بیش از ۱۰۰ کشور عضو جنبش غیرمتعهدها روز چهارشنبه در پایان نشست خود در تهران از حق ایران در استفاده صلح آمیز از انرژی اتمی حمایت کردند. در بیانیه سه صفحه‌ای عدم تعهد آمده‌است که کنفرانس تهران «بر حق اساسی و غیرقابل انکار کلیه کشورها در توسعه، تحقیق، تولید و استفاده از انرژی اتمی برای مقاصد صلح آمیز حمایت می‌کند.»شبکهٔ خبر، بی‌بی‌سی فارسی
- اهود اولمرت تا دو ماه دیگر از مقام نخست وزیری کناره‌گیری خواهد کرد

اهود اولمرت، نخست‌وزیر اسرائیل اعلام کرده است که ظرف دو ماه آینده و به محض این که حزب کادیما رهبر تازه‌ای برگزیند، از مقام خود کناره‌گیری خواهد کرد. اهود اولمرت گفته است که قربانی حملات بی‌وقفه افرادی بوده که قصد تخریب او را داشته‌اند. بی‌بی‌سی فارسی
- حاضر شدن کاراجیچ در دادگاه در لاهه

رادوان کاراجیچ، رهبر سابق صرب‌های بوسنی سیزده سال پس از صدور حکم بازداشتش، در دادگاه بین‌المللی رسیدگی به جرایم جنگی در لاهه حاضر شده است. از جمله اتهاماتی که در این کیفرخواست به رادوان کاراجیچ وارد شده، ارتکاب چندین فقره جنایت علیه بشریت و جنایات جنگی است. بی‌بی‌سی فارسی، رادیو زمانه